# Бостън Бруинс
Бостън Бруинс е отбор от НХЛ основан в Бостън, Масачузетс. Състезава се в източната конференция. Логото се състои от черна буква „В“ в черен кръг със златни лъчи.

## Факти
Основан: 1924
Цветове: черно и златно
Арена: ТД Гардън (известна като Флийт Център 1995 – 2005)
Предишни арени: Бостън Арена (1924 – 1927); Бостън Гардън (1928 – 1995)
Носители на купа Стенли: 6 пъти – 1929, 1939, 1941, 1970, 1972. 2011
Финалисти за купа Стенли: 11 пъти – 1930, 1943, 1946, 1953, 1957, 1958, 1974, 1977, 1978, 1988, 1990.
Шампион в редовния сезон: 12 пъти – 1930, 1931, 1933, 1938, 1939, 1940, 1941, 1971, 1972, 1974, 1983 и 1990
Основни „врагове“: Монреал Канейдиънс, Ню Йорк Рейнджърс, и Торонто Мейпъл Лийвс.
Един от оригиналните шест отбора, заедно с Монреал Канейдиънс, Ню Йорк Рейнджърс Чикаго Блекхоукс, Торонто Мейпъл Лийвс и Детройт Ред Уингс